# Верхня Ірга
Ве́рхня Ірга́ (рос. Верхняя Ирга) — присілок у складі Красноуфімського міського округу (Натальїнськ) Свердловської області.
Населення — 130 осіб (2010, 182 у 2002).
Національний склад станом на 2002 рік: росіяни — 70 %, татари — 28 %.